# 万勒
万勒（法語：Voinsles，法語發音：[vwɛ̃l] ⓘ）是法国塞纳-马恩省的一个市镇，属于普罗万区。

## 地理
万勒（48°41'27"N, 3°0'17"E）面积28.44 平方千米，位于法国法蘭西島大區塞纳-马恩省，该省份为法国北部内陆省份，北起瓦兹省，西接埃松省、马恩河谷省、塞纳-圣但尼省和瓦兹河谷省，南至卢瓦雷省，东南接约讷省，东临马恩省和奥布省，东北接埃纳省。
与万勒接壤的市镇（或旧市镇、城区）包括：图坎、贝尔奈-维尔贝、加斯坦、吕米尼-内勒-奥尔莫、佩西、勒普莱西弗欧苏、布里地区罗宰、布里地区沃杜瓦。

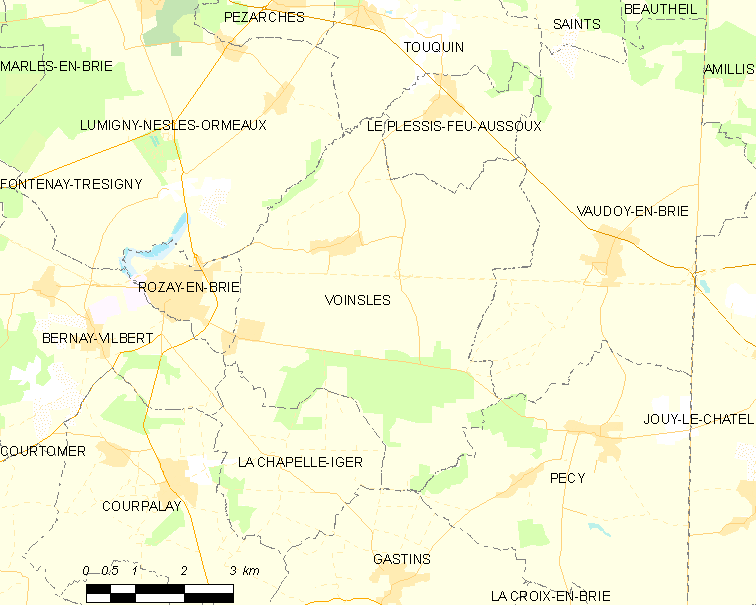
万勒的OSM定位图

万勒的时区为UTC+01:00、UTC+02:00（夏令时）。

## 行政
万勒的邮政编码为77540，INSEE市镇编码为77527。

## 政治
万勒所属的省级选区为丰特奈-特雷西尼县。

## 人口

1962-2008年间万勒人口变化图示

万勒于2022年1月1日时的人口数量为573人。